# Echinochloa jubata
Echinochloa jubata — вид квіткових рослин з роду плоскуха (Echinochloa) родини тонконогових (Poaceae).

## Поширення
Вид поширений у Південній Африці. Трапляється в ДР Конго, ПАР, Ботсвані, Намібії, Малаві, Мозамбіку, Замбії, Зімбабве на висотах до 1500 м над рівнем моря. Росте на окрайцях річок та озер.

## Опис
Однорічна рослина заввишки 50–200 см. Суцвіття 8–20 см.